# Отт, Карл Адольф
Карл Адольф Отт (нем. Carl Adolph Otth, 2 апреля 1803 — 16 мая 1839) — швейцарский ботаник, врач и художник.

## Имя
Встречаются разные формы записи имени Карла Адольфа:
- нем. Karl Adolf Otth,
- нем. Adolf Karl Otth,
- нем. Adolph Otth,
- нем. Adolf Otth,
- фр. Adolphe Otth,
- фр. Charles Adolphe Otth.

## Биография
Карл Адольф Отт родился в Берне 2 апреля 1803 года. 
В 1822 году он изучал медицину в Берне, а затем брал уроки по естественной истории у Огюстена Пирама Декандоля и Николя Шарля Серенжа. Позже он изучал медицину в университетах Киля и Берлина, где в 1828 году получил докторскую степень. После шести месяцев в Париже он вернулся в Берн. В 1836 году в качестве натуралиста он отправился в Дофине и Прованс во Франции, на Балеарские острова, а также в Алжир. Из этих путешествий он собрал большое количество видов насекомых, рептилий и амфибий. В 1837 году он первым описал род лягушки Discoglossus. В 1838 году он опубликовал книгу с тридцатью литографиями, основанную на поездке в Алжир, под названием «Esquisses africaines, dessinées pendant un voyage a Alger et lithographiées par Adolphe Otth». В 1839 году Карл Адольф совершил поездку на Ближний Восток. 
Карл Адольф Отт умер в Иерусалиме (в тот период входившем в состав Османской империи) от чумы 16 мая 1839 года в возрасте 36 лет. 

## Научная деятельность
Карл Адольф Отт специализировался на семенных растениях.